# Ángel Pérez (pallavolista 1982)
Ángel Javier Pérez Rivera (Río Piedras, 20 maggio 1982) è un pallavolista e allenatore di pallavolo portoricano, nel ruolo di palleggiatore, allenatore delle Columbus Fury.

## Carriera

### Giocatore

#### Club
La carriera di Ángel Pérez inizia a livello scolastico, nella squadra del Colegio Marista. Fa il suo esordio da professionista nella Liga de Voleibol Superior Masculino nella stagione 1999, giocando per i Vaqueros de Bayamón, dove resta anche nella stagione seguente. Si trasferisce in seguito per motivi di studio negli Stati Uniti d'America, dove entra a far parte della squadra della Brigham Young, impegnata nella Division I NCAA, con cui tuttavia non scende mai in campo per tutta la stagione 2001, nella quale i Cougars vincono il titolo NCAA.
Ritornato a Porto Rico, gioca dal campionato 2001 al campionato 2006 coi Changos de Naranjito, franchigia con la quale si aggiudica cinque scudetti, quattro dei quali consecutivi, venendo anche premiato come MVP in occasione della quarta finale vinta.
Lascia Porto Rico per tre stagioni, giocando sempre in Europa: nel 2006-07 è nella Pro A francese con l'Arago de Sète, mentre nella stagione seguente, pur restando nel medesimo campionato, veste la maglia del Cannes; nella stagione 2009-10 gioca invece nel 1. DOL sloveno con l'ACH Volley di Bled, vincendo lo scudetto e la Coppa di Slovenia.
Torna in Porto Rico per il campionato 2009-10, vestendo questa volta la maglia dei Mets de Guaynabo, raggiungendo la finale scudetto. Nel campionato seguente ritorna nella massima serie francese, ora rinominata Ligue A, giocando per il Tourcoing.
Nella stagione 2011-12 torna ai Mets de Guaynabo, classificandosi al terzo posto in campionato; tuttavia nella stagione seguente, sconfitto nella finale scudetto, viene comunque premiato come MVP della Regular Season, premio bissato anche nel campionato 2013-14, nel quale vince il settimo scudetto portoricano della propria carriera, venendo anche premiato come miglior palleggiatore; al termine degli impegni col club portoricano, va a giocare per le ultime gare stagionali nella 1. Bundesliga austriaca col Tirol, vincendo anche con questo club lo scudetto.
Ritorna in Francia per il campionato 2014-15, giocando questa volta nella Ligue B col Rennes. Nel campionato 2015 ritorna ai Mets de Guaynabo, vincendo ancora uno scudetto, impreziosito dal premio di miglior palleggiatore e dall'inserimento dello All-Star Team del torneo, e confermandosi campione portoricano anche nel campionato seguente, in cui viene premiato come miglior giocatore della finale.
Nella stagione 2017 passa ai Gigantes de Adjuntas, tuttavia, dopo la cancellazione del torneo, si accasa alla Powervolley Milano poco dopo l'inizio del campionato 2017-18, nella Serie A1 italiana. Rientra quindi a Porto Rico per la Liga de Voleibol Superior Masculino 2018 coi Gigantes de Adjuntas.
Gioca quindi in Romania, partecipando alla Divizia A1 con l'Arcada Galați nel campionato 2018-19 e conquistando lo scudetto. In estate si accasa nel corso della Liga de Voleibol Superior Masculino 2019 con gli Indios de Mayagüez.

#### Nazionale
Nel 2005 riceve le prime convocazioni nella nazionale portoricana, con la quale in seguito vince la medaglia di bronzo al campionato nordamericano 2009 e alla Coppa Panamericana 2010 e quella d'oro ai XXI Giochi centramericani e caraibici.
Conquista ancora una medaglia di bronzo al campionato nordamericano 2015, seguita dall'oro ai XXIII Giochi centramericani e caraibici.

### Allenatore
Nel campionato 2020 viene nominato allenatore delle Pinkin de Corozal, nella Liga de Voleibol Superior Femenino. Dopo aver annullato i suoi propositi di ritornare in campo da giocatore, per via del sovrapporsi dei suoi impegni da allenatore delle Pinkin de Corozal nella Liga de Voleibol Superior Femenino 2021 col calendario della Liga de Voleibol Superior Masculino 2021, pur non ritirandosi ufficialmente, accetta l'incarico di allenatore degli Indios de Mayagüez.
Con la franchigia di Corozal si laurea campione di Porto Rico al termine della Liga de Voleibol Superior Femenino 2022, venendo inoltre premiato come miglior allenatore. Bissa poi la vittoria dello scudetto e il premio come miglior allenatore anche nell'annata 2023.
Vieni in seguito ingaggiato come tecnico delle Columbus Fury per la Pro Volleyball Federation 2024.

## Palmarès

### Giocatore

#### Club
- Campionato portoricano: 8

2001, 2003, 2004, 2005, 2006, 2013-14, 2015, 2016-17
- Campionato sloveno: 1

2008-09
- Campionato austriaco: 1

2013-14
- Campionato rumeno: 1

2018-19
- Coppa di Slovenia: 1

2008-09

#### Nazionale (competizioni minori)
- Coppa Panamericana 2010
- Giochi centramericani e caraibici 2010
- Giochi centramericani e caraibici 2018

#### Premi individuali
- 2005 - Liga de Voleibol Superior Masculino: MVP della Finale
- 2005 - Liga de Voleibol Superior Masculino: MVP dello All-Star Game
- 2005 - Liga de Voleibol Superior Masculino: Miglior palleggiatore
- 2005 - Liga de Voleibol Superior Masculino: All-Star Team
- 2005 - Qualificazioni al campionato mondiale 2006: Miglior palleggiatore
- 2008 - Qualificazioni ai Giochi della XXIX Olimpiade: Miglior palleggiatore
- 2013 - Liga de Voleibol Superior Masculino: MVP della Regular Season
- 2014 - Liga de Voleibol Superior Masculino: MVP della Regular Season
- 2014 - Liga de Voleibol Superior Masculino: Miglior palleggiatore
- 2014 - Liga de Voleibol Superior Masculino: All-Star Team
- 2015 - Liga de Voleibol Superior Masculino: Miglior palleggiatore
- 2015 - Liga de Voleibol Superior Masculino: All-Star Team
- 2017 - Liga de Voleibol Superior Masculino: MVP della Finale
- 2017 - Qualificazioni nordamericane al campionato mondiale 2018: MVP

### Allenatore

#### Club
- Campionato portoricano: 2

2022, 2023

#### Premi individuali
- 2022 - Liga de Voleibol Superior Femenino: Miglior allenatore
- 2023 - Liga de Voleibol Superior Femenino: Miglior allenatore